# Lövhult
Lövhult är en småort i Alingsås kommun, belägen i Hemsjö socken nära sjön Ömmern.